# خلیج توکیو

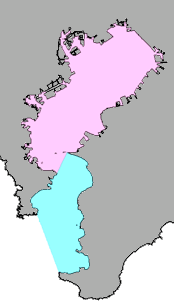
خلیج توکیو

خلیج توکیو (به ژاپنی: 東京湾 Tokyowan) خلیجی است که در شرق هونشوی ژاپن واقع شده‌است. این خلیج به دو قسمت منطقهٔ محصور خلیج و منطقهٔ باز خلیج تقسیم می‌شود. عمق آب در منطقهٔ محصور خلیج نسبتاً کم عمق است و در منطقهٔ باز خلیج بسیار عمیق است. این خلیج در بین استان چیبا، استان کاناگاوا و توکیو محصور است.

## نگارخانه

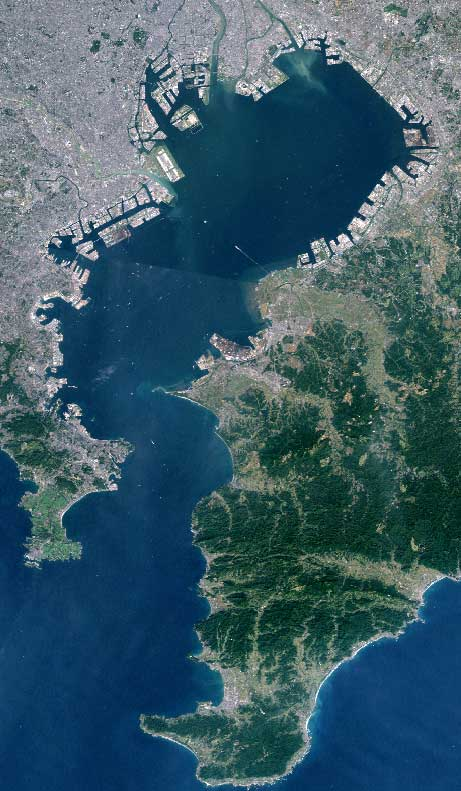
خلیج توکیو.